# Little Susie
Little Susie (englisch für „kleine Susie“) ist ein Song des US-amerikanischen Sängers Michael Jackson, der am 20. Juni 1995 auf dessen Doppelalbum HIStory – Past, Present and Future Book I erschien.

## Entstehung und Inhalt
Der dramatische Song erzählt die tragische Geschichte eines kleinen Mädchens, das nach dem Tod der Eltern und des Großvaters alleine lebt und eines Tages die Treppe hinuntergeworfen wird und so stirbt. Der Inhalt könnte von einer realen Geschichte aus den frühen 70ern oder dem Gedicht The Bridge of Slighs von Thomas Hood inspiriert sein. Für das Intro verwendete Jackson Pie Jesus des Requiems von Maurice Duruflé aufgeführt vom Atlanta Symphonic Orchestra aus dem Jahr 1987, dabei wurden Pie Jesus um 45 Sekunden gekürzt. Anschließend hört man eine Kinderstimme, die die Melodie von Little Susie summt und dabei von einer Spieldose begleitet wird, die aus verschiedenen Spieldosen gesampelt wurde. Erst dann beginnt der eigentliche Song. Zuerst wurde auch der eigentliche Song mit einem Orchester aufgenommen, jedoch nahm Jackson den Song noch einmal mit synthetisierten Streichern auf, da er mit der Tonhöhe oder dem Tempo unzufrieden war. Um die synthetisierten Streicher natürlicher wirken zu lassen, ließ der Tontechniker Bruce Swedien die Aufnahme über Lautsprecherboxen spielen und nahm dann die Ausgabe erneut auf.

## Besetzung
- Komposition – Michael Jackson
- Produktion – Michael Jackson
- Lead Vocals – Michael Jackson
- Kinderstimme – Markita Prescott
- Orchester (Intro) – Atlanta Symphony Orchestra (dirigiert von Robert Shaw)
- Synthesizer Programmierung – Brad Buxer, Steve Porcaro, Andrew Sheps
- Instrumentierung – Brad Buxer, Geoff Grace
- Arrangements – Bruce Swedien
- Tontechniker und Mix – Bruce Swedien